# Marek Garbicz
Marek Andrzej Garbicz – polski ekonomista, profesor nauk ekonomicznych, nauczyciel akademicki Szkoły Głównej Handlowej w Warszawie, specjalności naukowe: teoria ekonomii, modelowanie procesów makro- i mikrogospodarczych.

## Życiorys
W 1975 ukończył studia na kierunku ekonomia w Szkole Głównej Planowania i Statystyki w Warszawie (obecnie Szkoła Główna Handlowa). W 1984 na podstawie rozprawy pt. Własność państwowa a stosunki towarowo-pieniężne w gospodarce socjalistycznej uzyskał na Wydziale Finansów i Statystyki SGPiS stopień doktora nauk ekonomicznych. W 1999 na podstawie dorobku naukowego oraz pracy pt. Mechanizmy postępu technicznego a bezrobocie otrzymał w Kolegium Zarządzania i Finansów Szkoły Głównej Handlowej w Warszawie stopień doktora habilitowanego nauk ekonomicznych w dyscyplinie ekonomia w specjalności teoria ekonomii. W 2015 prezydent RP Bronisław Komorowski nadał mu tytuł profesora nauk ekonomicznych.
Został profesorem w Szkole Głównej Handlowej w Warszawie w Kolegium Zarządzania i Finansów w Katedrze Ekonomii Stosowanej oraz profesorem w Wyższej Szkole Menedżerskiej w Warszawie.
Pod jego kierunkiem stopień naukowy doktora uzyskali m.in. Marcin Kolasa (2007) i Łukasz Woźny (2008).